# Mata Bond
Mata Bond é uma personagem fictícia de filme 007 Casino Royale, de 1967. Os personagens do filme, uma paródia satírica dos filmes de James Bond, levado às telas por produtores independentes que tinham os direitos do livro Casino Royale, escrito por Ian Fleming, são em sua maioria inexistentes no livro original.

## No filme
Mata Bond é a filha de Mata Hari e James Bond e que se torna uma espiã como os pais. Antes de ser recrutada pelo pai para descobrir a natureza de uma organização chamada International Mother's Help - que o MI-6 acredita ser uma organização de fachada para a SMERSH – Mata cresceu e viveu num templo isolado na Índia, em que fazia psicoterapia por causa da fama dos pais, onde era reverenciada como uma deusa e perita na arte da dança do ventre.
Trabalhando para Bond e o MI-6, Mata consegue impedir um leilão de imagens confidenciais para serem usadas como chantagem contra o governo britânico, em uma academia surrealista de espiões ao lado do Muro de Berlim, mas é raptada e levada num disco voador para o esconderijo do maior inimigo de 007, que descobre ser seu sobrinho, Jimmy Bond, disfarçado como 'Dr. Noah'.,
Reunida com seu pai e seus aliados, ela escapa do esconderijo do 'Dr. Noah', mas acaba morrendo e se transformando num anjo tocando harpa no céu, como quase todos os personagens  do filme, na grande explosão que destrói o Cassino Royale ao final.
No filme, Mata Bond, que descobre com os antigos instrutores de espionagem de sua mãe que Mata Hari era o verdadeiro amor de James Bond, é vivida pela atriz britânica Joanna Pettet.